# Luis Blanco Garrido
Luis Blanco Garrido   (Santa Coloma de Gramenet, 31 de maig de 1978) és un entrenador i exjugador de futbol català que va jugar principalment com a lateral dret. És l'actual entrenador de l'Atlètic Balears.

## Carrera com a jugador
Nascut a Santa Coloma de Gramenet, Catalunya, Blanco es va formar a la UDA Gramenet, i va debutar amb el primer equip amb només 16 anys el 21 de maig de 1995, entrant com a suplent a la segona part en un empat 1-1 a casa davant el Reial Múrcia en partit de Segona Divisió B. A la temporada 1997–98, amb 19 anys, ja era titular habitual de l'equip.
L'any 1998, Blanco va passar al RCD Espanyol i inicialment va ser destinat al filial també a la tercera divisió. Va debutar amb el primer equip el 17 de juliol de 1999, jugant els últims 17 minuts d'una derrota a casa per 0-2 contra el Montpeller HSC, per a la Copa Intertoto de la UEFA de l'any.
L'any 2001, Blanco va tornar al Gramenet, però va abandonar el club el gener de 2003 després d'haver participat poques vegades durant la temporada, i es va incorporar al CF Badalona de Tercera Divisió. El maig de 2010, després d'un ascens a la tercera divisió a la campanya 2003-04, va marxar.
Blanco va arribar a un acord amb la UE Sant Andreu de tercera divisió el juliol de 2010, Va participar regularment amb l'equip abans de retirar-se el 2012, als 34 anys.

## Carrera com a entrenador
L'11 de juny de 2013, Blanco va ser nomenat ajudant de Piti Belmonte al seu antic Badalona. El 24 de juny de 2014 va tornar a un altre club al qual representava com a jugador, l'Espanyol, sent nomenat ajudant de Lluís Planagumà a l'equip B.
El 2017, Blanco va ser nomenat entrenador del Juvenil A de l'Espanyol. Va estar al capdavant de l'equip Juvenil B durant la campanya 2018-19 abans de tornar posteriorment al Juvenil A el 2019, i després es va fer càrrec del Juvenil B el 24 de març de 2021, després que José Aurelio Gay fos acomiadat.
El 13 de maig de 2022, Blanco va ser nomenat entrenador interí del primer equip, després que Vicente Moreno fos destituït. El seu primer partit professional –i de la Lliga– a càrrec dels Pericos es va produir l'endemà, un empat a casa 1-1 contra el València CF.